# Ivan Burtchin
Ivan Burtchin, född den 9 december 1952 i Mizia, Bulgarien, är en bulgarisk kanotist.
Han tog OS-brons i C-2 1000 meter i samband med de olympiska kanottävlingarna 1972 i München.